# 잭 뷰캐넌

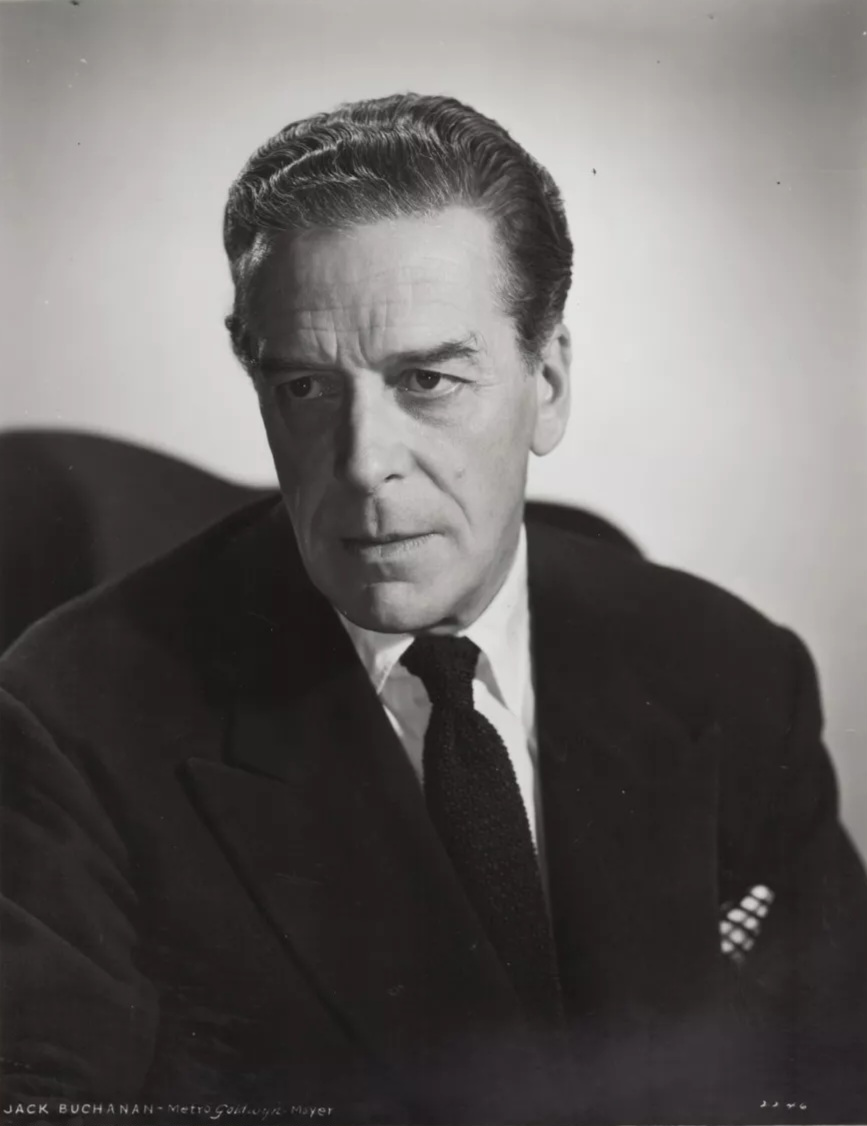

잭 뷰캐넌(Jack Buchanan, 1891년 4월 2일 ~ 1957년 10월 20일)은 그레이트브리튼 아일랜드 연합왕국의 배우, 영화 감독, 영화 프로듀서, 무대 연출가, 가수, 영화배우, 각본가이다.
헬렌즈버러에서 태어났으며 런던에서 사망하였다.

## 영화
- 엔터테인먼트 (1974년)
- 밴드 웨곤 (1953년) - 제프리 코르도바 역
- 페니 세러네이드 (1941년)
- 뉴스를 전합니다 (1938년)
- 몬테 카를로 (1930년)
- 쇼 오브 쇼 (1929년)
- 파리 (1929년)
- 법정 밖 재판 (1925년)
- 디 오데이셔스 미스터 스퀴어 (1923년)